# Ínfulas

Mitra con ínfulas.

Corona heráldica del Sacro Imperio con ínfulas.

Las ínfulas son una parte de la mitra, tocado utilizado por los obispos de la Iglesia católica y otras confesiones cristianas.
Las ínfulas son dos piezas de tela que partiendo de la parte posterior de la mitra a la altura de la nuca descienden por la espalda. En su uso moderno, las ínfulas son adornadas por una simple cruz o bien reflejan la misma decoración de la propia mitra. Es común entre los obispos tener su propio emblema sobre las mismas. 
Simbolizan que las Enseñanzas de la Iglesia están basadas en el Antiguo Testamento y el Nuevo Testamento, otros mencionan que representan la Sagrada Tradición Apostólica y la Biblia.
Está dotada de ínfulas también la tiara papal (que si bien no ha sido abolida, está en desuso desde Pablo VI).

## Antigüedad
En la religión de la Antigua Roma, la ínfula (del latín infula), era una "venda" o "banda" de lana blanca que rodeaba la cabeza, de la que colgaban dos cintas. La utilizaban los sacerdotes, las vestales o las víctimas sacrificiales animales. Constituía un signo de inviolabilidad, en tanto que expresaba la consagración a la divinidad de la persona que lo portaba.

## Cristianismo

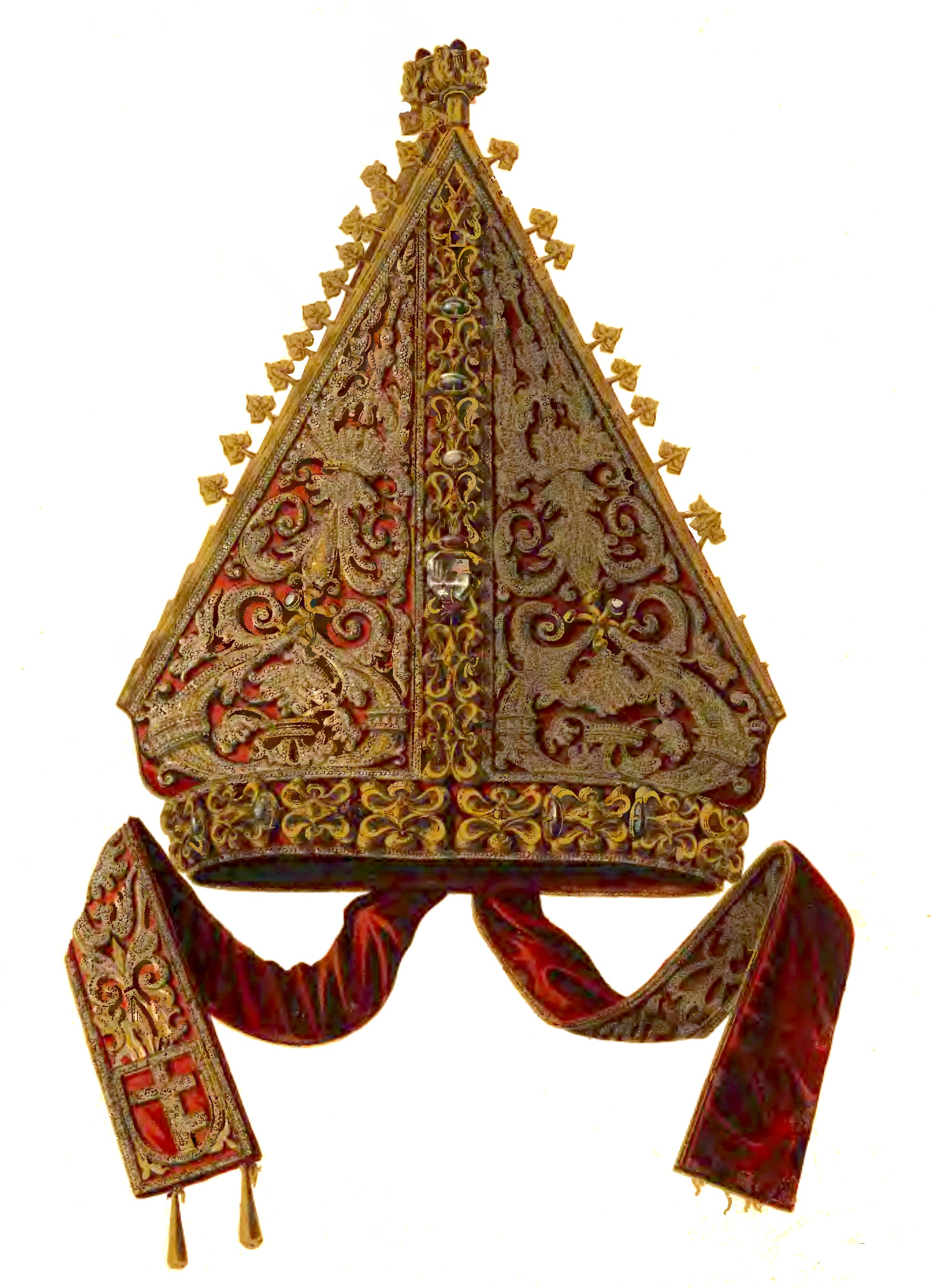
Ínfulas colgando de una mitra polaca

En su sentido moderno, las ínfulas son recuerdo de la que debía ser la forma original de la mitra, es decir, una larga tira de tela que rodeaba la cabeza y caía sobre el cuerpo. Las antiguas representaciones gráficas de mitras y los ejemplares auténticos que se conservan de esta prenda desde el siglo XIII nos dan a conocer las sucesivas evoluciones de la misma que se produjeron de la siguiente forma:
- Las ínfulas datan del siglo X cuando la mitra era todavía un sombrero cónico.
- Durante todo el siglo XI la mitra consistió en un birrete cónico adornado con una simple cinta o galón alrededor de la frente, llamado círculus, pendiendo por detrás los extremos de la misma, llamados ínfulas, que son un símbolo de poder, ya desde tiempos anteriores.
- A partir del siglo XII, se adornan algunas mitras con bordados y pedrería según el estilo de cada época. También se ornamentan con bordados las ínfulas que penden por detrás de la mitra, que en la Edad Media llegaron a tener campanillas de oro suspendidas.
- A finales del XII comienzan en algunos modelos a colocarse las puntas de la mitra por delante y por detrás, en vez de los lados y se adornan con un galón vertical o títulus, continuando como anteriormente tanto los círculus como las ínfulas.

## Expresiones relacionadas
- Tener muchas ínfulas. Se aplica a las personas que adoptan una actitud de superioridad.